# عملية المحك
عملية المحك هي سلسلة من التجارب النووية في الولايات المتحدة تتكون من 13 تجربة نووية أجريت بين عامي 1987-1988. سبقت هذه الاختبارات سلسلة عملية الفارس وتلتها سلسلة عملية حجر الزاوية.